# Hörfeld (Österreich)

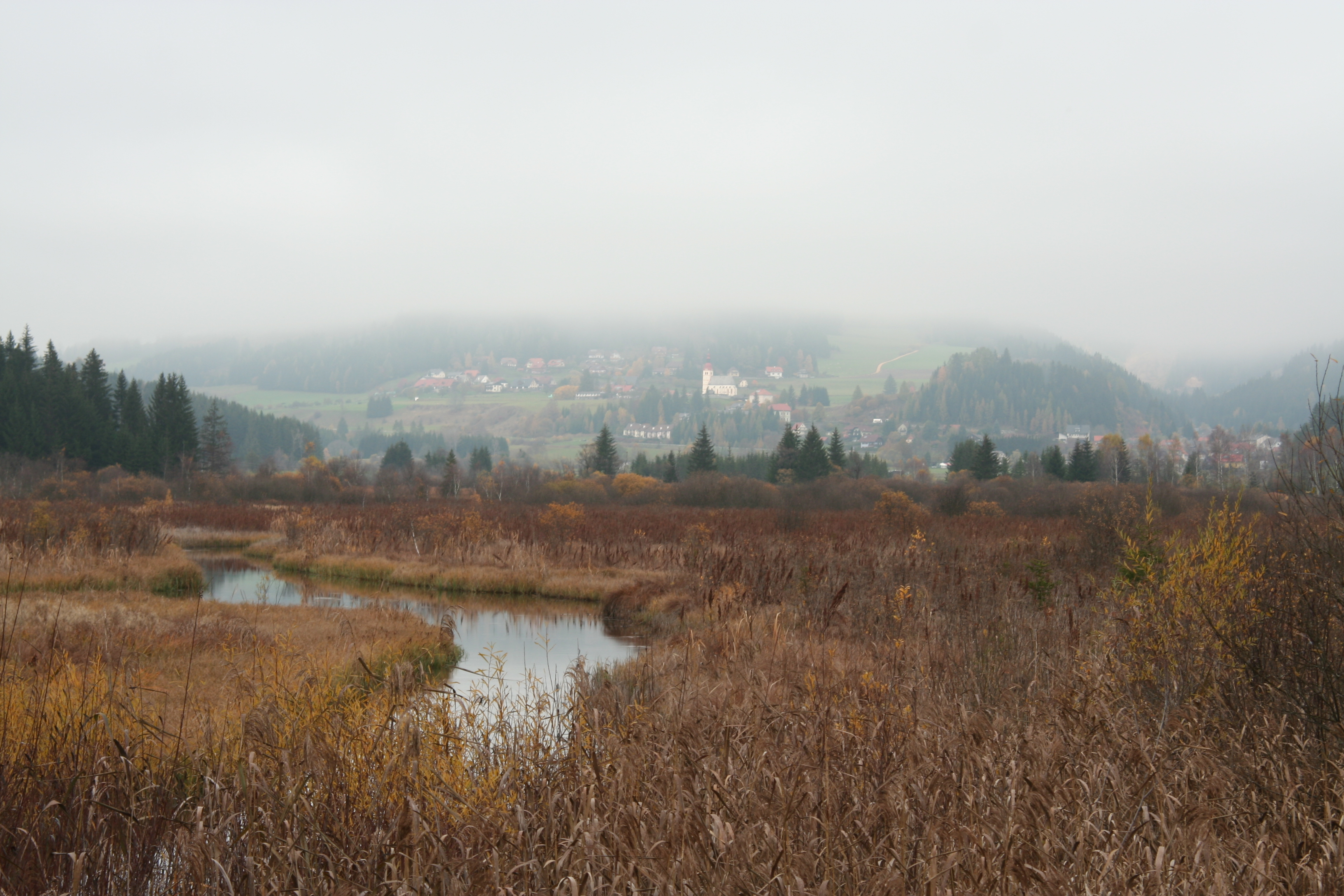
Hörfeld, Blick Richtung Mühlen

Das Hörfeld ist ein Moor am Beginn des Görtschitztales auf beiden Seiten der steirisch-kärntnerischen Landesgrenze. Das Moor ist ca. 140 ha groß, 3 km lang und 500 m breit und liegt zu zwei Drittel in Kärnten. Es bietet 500 Schmetterlings-, 125 Vogelarten und über 50 seltenen Pflanzen Heimat.
Das Moor ist in einer durch Gletscherschliff gebildeten Wanne entstanden und die Torfschicht ist bis 8 m dick. Es wird vom Hörfeldbach und dem Fallgrabenbach gespeist. Es herrschen ausgedehnte Schilfbestände vor, in denen einige Seeaugen freiliegen. Am Rand des Schilfs gibt es Pfeifengraswiesen, Seggen, Weidenbüsche und Grauerlen. Einige Stellen zeigen einen Übergang zum Hochmoor an. Außerdem gibt es als Besonderheit zahlreiche Kelchtöpfe – bis zu drei Meter breite und acht Meter tiefe Wasserlöcher, die von unterirdischen Quellen gespeist werden.
Besonderheiten der Pflanzenwelt sind die sehr seltene Strauch-Birke (Betula humilis), der Zungen-Hahnenfuß (Ranunculus lingua) und der Wasser-Ampfer (Rumex aquaticus). Das Alpen-Laichkraut (Potamogeton alpinus) kommt im Staubereich des Abflusses vor. Das Moor ist reich an Amphibien und Reptilien und ist ein wichtiger Rastplatz für Zugvögel.

## Naturschutzgebiet
Das Hörfeld ist in beiden Ländern Naturschutzgebiet: Das steirische Naturschutzgebiet liegt in der Gemeinde Mühlen, wurde 1987 eingerichtet und ist 5,8 Hektar groß. Das Kärntner Naturschutzgebiet liegt in der Marktgemeinde Hüttenberg, wurde 1984 eingerichtet (LGBl. Nr. 37/1984) und ist 96,8 Hektar groß.

## Belege
- Helmut Hartl, Hans Sampl, Ralf Unkart: Kleinode Kärntens. Nationalparks, Naturschutzgebiete, Landschaftsschutzgebiete, Naturdenkmale. Kärntner Druck- und Verlagsgesellschaft, Klagenfurt 1993, ISBN 3-85391-092-0, S. 162.